# جميلة طلباوي
 جميلة طلباوي مذيعة وكاتبة جزائرية من موليد 1969 بشار في اقصي الجنوب الغربي الجزائري، حاصلة على شهادة مهندسة دولة في الميكانيك بناء حراري من جامعة بشار 1995.
لكنها اتجهت للعمل في مجال التنشيط، فهي منشطة الإذاعة الجزائرية محطة بشار الجهوية للإذاعة، والكتابة الأدبية والشعر، لها عدة إصدرات.

## اصدارتها
- شظايا مجموعة شعرية عن جمعية الجاحظية عام 2000
- وردة الرمال رواية قصيرة صدرت عن جمعية الجاحظية عام 2003
- شاء القدر رواية قصيرة صدرت عن جمعية الجاحظية عام 2006
- أوجاع الذاكرة رواية قصيرة عن منشورات دار الثقافة لولاية بشار 2008
- كمنجات المنعطف البارد مجموعة قصصية  صدرت عن دار فيسيرا للنشر عام 2012
- الخابية رواية صدرت عن المؤسسة الوطنية للاتصال النشر والإشهار أكتوبر 2014
- وادي الحنّاء رواية عام 2017 عن دار ميم للنشر
- قلب الإسباني عام 2018 عن دار الوطن اليوم
- وقصص أخرى منشورات اتحاد الكتّاب العرب دمشق 2008
- نشرت العديد من الأشعار والقصص القصيرة في الصحافة الوطنية والعربية:
- الجمهورية الأسبوعية، الخبر، المساء
- مجلة كتابات معاصرة لبنان
- جريدة العنوان الدولي سوريا
- المواقع الإلكترونية أصوات الشمال
- مركزالنور
- القصة العربية

## الأعمال التلفزيونية
- على ضفاف وادي قير، برنامج عرف يعني بالموروث الثقافي الشعبي لدائرة العبادلة عام 2001
- المولد النبوي الشريف ببني عباس عرّف هذا البرنامج بعادات أهالي بني عبّاس في إحياء المولد 2000
- عضو لجنة تحكيم في المهرجان الوطني للفيلم القصير -تاغيت الذهبي نوفمبر 2007
- تنشيط برنامج بين الثانويات.

## الجوائز
- جائزة أحسن قصة قصيرة نلتها في مسابقة أدبية نظمتها جمعية أحمد رضا حوحو ببشار عام 1991.
- جائزة أحسن منشطة إذاعية نلتها في مسابقة نظمتها إذاعة تبسة المحلية عام 1996.
- الجائزة الثانية في مسابقة نظمها اتحاد الكتاب الجزائريين فرع قالمة على هامش ملتقى الكتابة النسوية ماي 2011
- الجائزة الثالثة في الشعر في المسابقة التي نظمها المهرجان الوطني الشعر النسوي المنظّم بمدينة قسنطينة

أكتوبر2011

## النشاطات
- عضو لجنة تحكيم مهرجان الفيلم القصير «تاغيت الذهبي» -نوفمبر 2007
- عضو المجلس التوجيهي بدار الثقافة لمدينة بشار 2007
- عضو لجنة تنظيم مهرجان الفنون الشعبية لولاية بشار بوهران 2008
- المشاركة في الأيام الثقافية للقصور ببشار بمداخلة حول المرأة القصورية 2008
- المشاركة في ملتقيات أدبية وأمسيات شعرية داخل الولاية
- المشاركة في المهرجان الثقافي للشعر النسوي في طبعتيه قسنطينة
- صدر اسم جميلة طلباوي في معجم الشاعرات الجزائريات من انجاز الدكتور يوسف وغليسي من جامعة قسنطينة عام 2008
- عضو المجلس الوطني للفنون والآداب من جوان 2015